# Ulica Zdrojowa w Krościenku nad Dunajcem
Ulica Zdrojowa w Krościenku nad Dunajcem – jedna z głównych ulic Krościenka nad Dunajcem, znajdująca się po prawej stronie Dunajca, na tzw. Zawodziu. Biegnie od skrzyżowania z ul. Kozłeczyzna (w miejscu, w którym ulica ta dochodzi do mostów przez Dunajec) w kierunku północnym, równolegle do Dunajca.

## Przebieg i ważniejsze obiekty

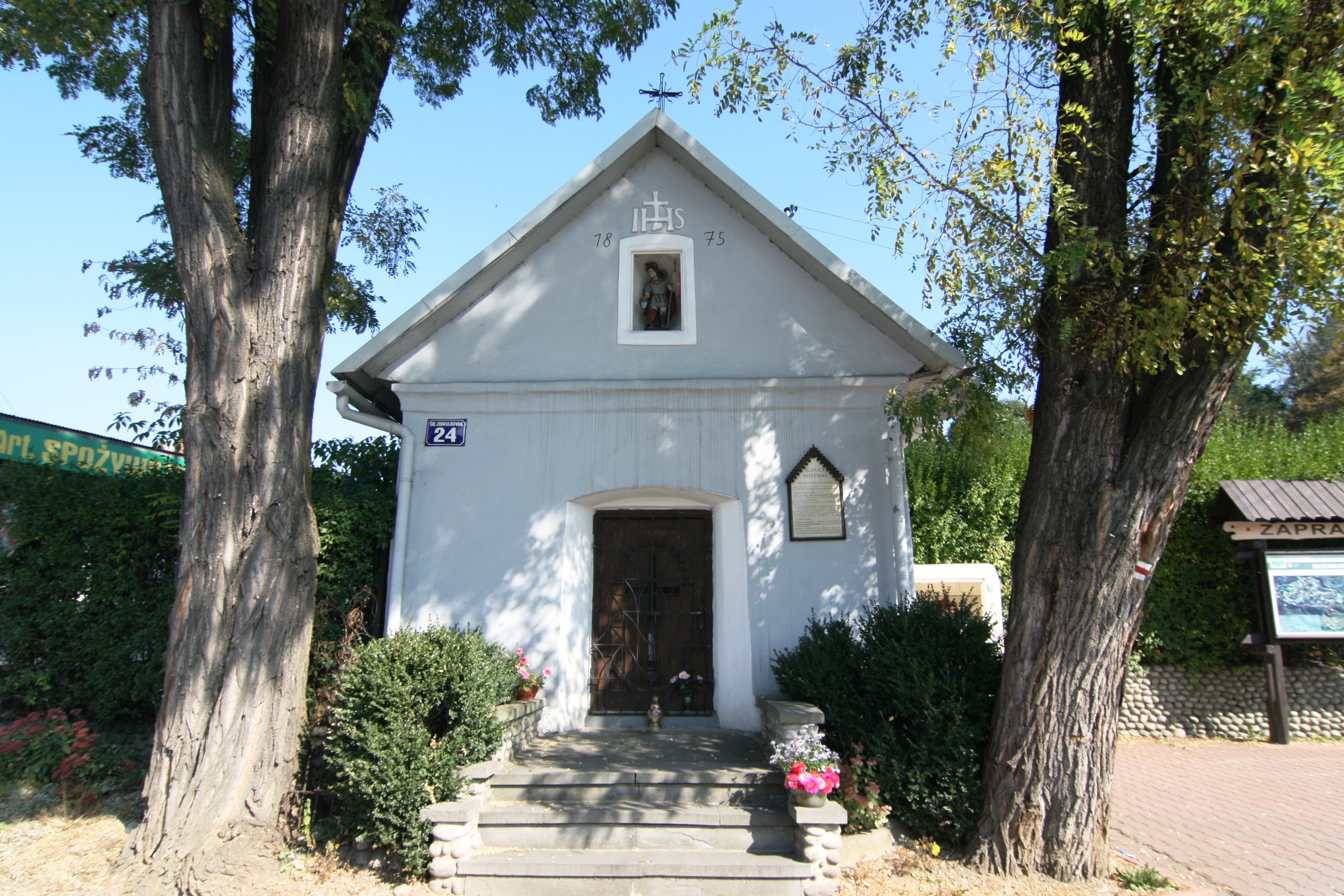
Kaplica Przemienienia Pańskiego przy ul. Zdrojowej

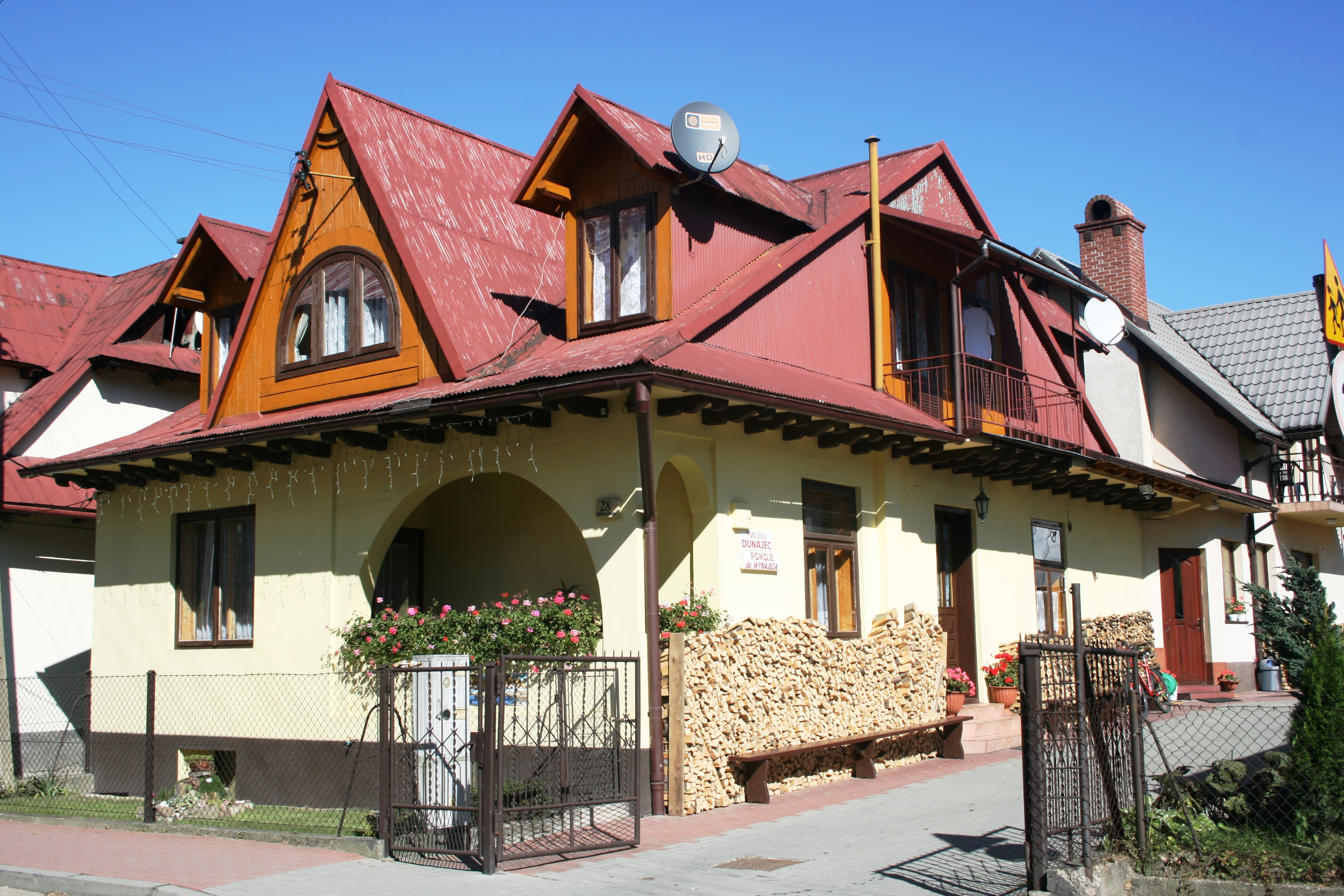
Zabytkowy dom przy ul. Zdrojowej 28

Ulica Zdrojowa zabudowana jest praktycznie w sposób ciągły po swojej parzystej, wschodniej stronie („patrzącej” na Dunajec, numery od 2 do 220), natomiast sporadycznie po swej lewej stronie, tyłem do Dunajca (numery od 1 do 39).
- na terenie zalewowym Dunajca, między ulicą a rzeką, tuż przy moście, w 2014 roku urządzono publicznie dostępną siłownię na świeżym powietrzu z kilkunastoma urządzeniami do treningów;
- mostek nad potokiem Zakijowskim biegnącym w dolnej części swojego biegu kamienno-betonowym kanałem;
- przy placyku na skrzyżowaniu z ul. Źródlaną stoi kaplica wotywna pw. Przemienienia Pańskiego (Zdrojowa 24)[1]. Nad wejściem znajduje się data 1875, jednak kaplica została zbudowana w 1710 roku w intencji odwrócenia zarazy dżumy. Kaplica ta służyła mieszkańcom za kościół w okresach, gdy nie było możliwe przedostanie się na lewy brzeg Dunajca, na msze do kościoła parafialnego na krościeńskim rynku. Wewnątrz kaplicy znajdują się obrazy: Oblicze przemienionego Pana Jezusa pędzla Stanisława Bochyńskiego z Maniów (1925 rok), Święta Kinga i Święty Krzysztof – dwa ostatnie obrazy namalowane przez Jadwigę Karkoszkę z Jaworek w 1986 roku. Rzeźby w barokowym ołtarzu przedstawiają Mojżesza i Eliasza i pochodzą z XVII wieku. Nad drzwiami kaplicy – rzeźba św. Floriana, modrzewiowe drzwi wykonał K. Czepiel z Krościenka, a krata wykonana została przez Jana Komorka z Krościenka według projektu Włodzimierza Kunza;
- Liceum Ogólnokształcące im. Stefana Żeromskiego (Zdrojowa 11) zostało utworzone w 1945 roku, początkowo jako prywatna szkoła;
- przy ul. Zdrojowej 28 stoi dom mieszkalny (Willa Dunajec) wpisany do rejestru zabytków województwa małopolskiego pod numerem A-852 w  dniu 30 grudnia 1998 roku (obecny numer to A-878/M);
- na wysokości numeru 124 odchodzi ulica Polna.

Przy ulicy stoi wiele domów służących wczasowiczom jako prywatne kwatery lub pensjonaty (np. Pensjonat i restauracja „U Gerwazego” przy ul. Zdrojowej 23 czy hotel Galicyjskiego Gospodarstwa Gościnnego przy ul. Zdrojowej 156). W ogrodzie jednego z domów jest basen.